# Adam Molski

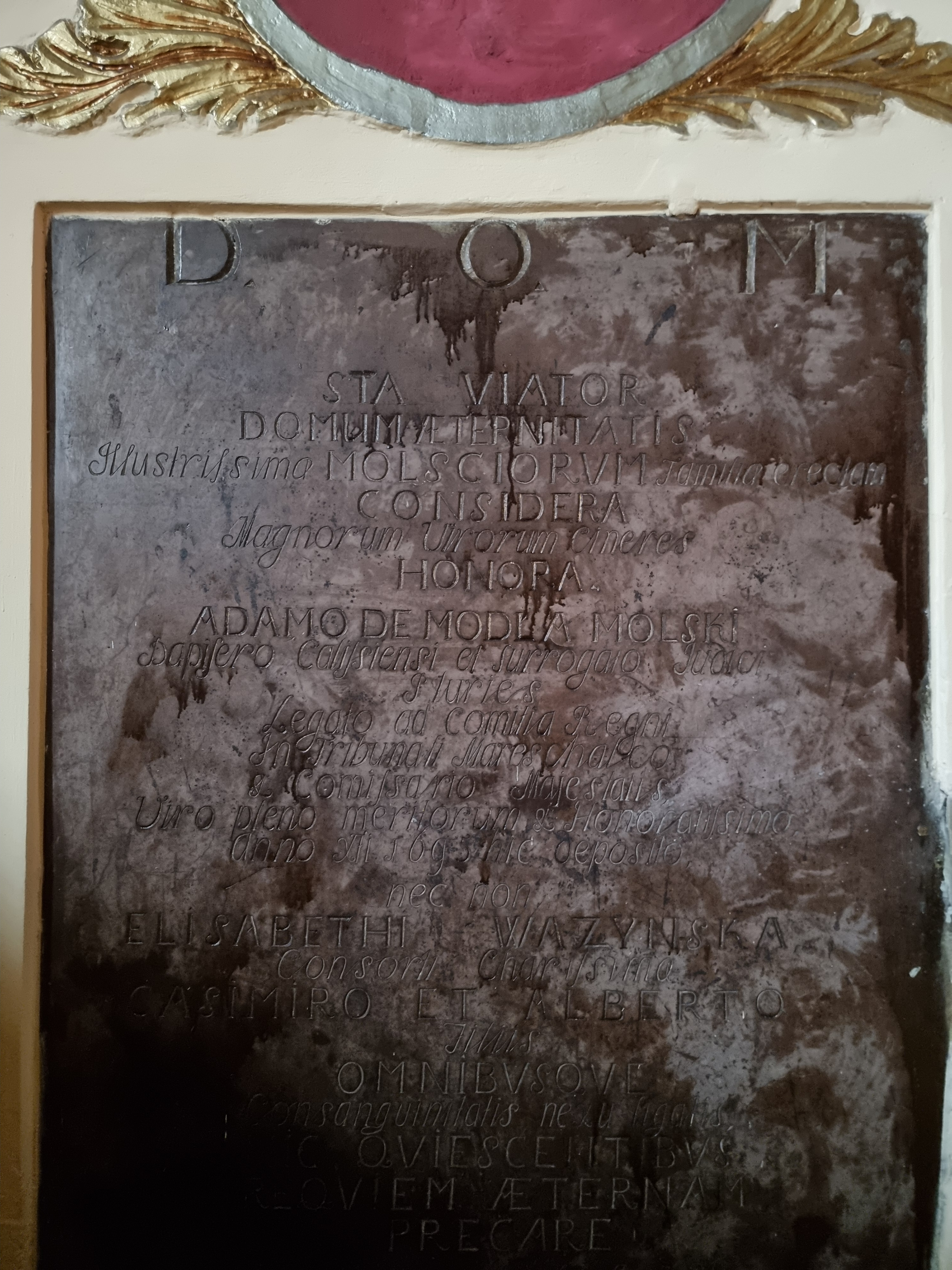
Epitafium w katedrze św. Mikołaja Biskupa w Kaliszu

Adam Molski herbu Nałęcz (zm. w 1695 roku) – stolnik kaliski w latach 1685–1688, pisarz kaliski w latach 1672–1685, surogator kaliski w 1688/1689 roku.
Poseł na sejm grodzieński 1678–1679 roku. Poseł sejmiku średzkiego na sejm nadzwyczajny 1688/1689 roku.